# Романов, Сергей Михайлович (Герой Советского Союза)
Серге́й Миха́йлович Рома́нов (1908—1999) — советский военный лётчик. Участник Великой Отечественной войны. Герой Советского Союза (1942). Полковник (1944). Военный штурман 1-го класса (1950).

## Биография
Сергей Михайлович Романов родился 11 июня (30 мая — по старому стилю) 1908 года в посёлке Мытищи Московского уезда Московской губернии Российской империи (ныне город — районный центр Московской области Российской Федерации) в семье служащего. Русский. 
В 1921 году окончил 5 классов школы в рабочем селе Мытищи и поступил в школу фабрично-заводского ученичества (позднее ремесленное училище № 3, затем ГПТУ-2, затем Мытищинский колледж), где учились почти исключительно дети рабочих. Школы фабрично-заводского ученичества готовили рабочих для растущей промышленности.
В 1924 году окончил школу ФЗУ и был принят на работу на Мытищинский вагоностроительный завод (ныне ОАО «Метровагонмаш»). В те годы рабочие в Мытищах трудились на трёх предприятиях: вагонном заводе, фабрике «Вискоза» и близлежащем орудийном заводе. К 1925 году Мытищи получило статус города. На Мытищинском вагоностроительном заводе Сергей Романов работал слесарем-инструментальщиком (столяром) с 1924 по 1927 год.
В августе 1927 года был призван на службу в Рабоче-крестьянскую Красную Армию.
В декабре 1932 года окончил 1-ю Советскую объединённую военную школу РККА имени ВЦИК. Служил командиром взвода в артиллерийской части  Московском военном округе в Твери. 
С мая 1932 года — курсант 3-й Оренбургской военной авиационной школы лётчиков-наблюдателей. После её окончания проходил военную службу в Украинском военном округе на должностях штурмана корабля и штурмана отряда.
Затем прошёл переподготовку на курсах штурманов при Ейской военной школе морских лётчиков и лётнабов. До 1938 года служил штурманом эскадрильи в строевых частях ВВС Киевского военного округа.
С сентября 1938 года проходил обучение в Военно-воздушной академии РККА имени профессора Н. Е. Жуковского, но учёбу не окончил из-за начала советско-финской войны.
Советско-финская война
В феврале-марте 1940 года сражался на Северо-Западном фронте в должности штурмана корабля 85-го бомбардировочного авиационного полка, совершив в ходе финской кампании 11 боевых вылетов на бомбардировщике СБ. 13 марта 1940 года между Финляндией и СССР был подписан мирный договор. 
В марте 1940 года Романов продолжил учёбу уже в Военной академии командного и штурманского состава в Монино, которую окончил в январе 1941 года. Затем преподавал в академии на кафедре аэронавигации штурманское дело до июня 1941 года.
Великая Отечественная война
С 23 июня 1941 года 33-летний майор С. М. Романов в действующей армии. С августа 1941 года в должности штурмана эскадрильи 432-го авиационного полка 81-й авиационной дивизии авиации дальнего действия участвовал в боях. 
За годы войны летал на самолётах ТБ-7 (Пе-8) и Б-25 «Митчелл».
В конце 1941 года и начале 1942 года участвовал в битве за Москву, в ходе которой совершал налёты на крупные железнодорожные узлы противника, аэродромы, скопления живой силы и техники. 
Одним из первых в дальней авиации опробовал способы ночного автоориентирования, что дало возможность осуществления полётов в дальние тылы немцев. В декабре 1941 года 432-й авиационный полк был переименован в 746-й авиационный полк авиации дальнего действия, а майор С. М. Романов был назначен на должность штурмана полка.
В декабре 1941 года в ходе контрнаступления советских войск под Москвой Сергей Михайлович продолжал наносить бомбовые удары по железнодорожным узлам, скоплениям войск и аэродромам противника в Смоленске, Витебске, Орше, Вязьме и Минске.
31 марта 1942 года экипаж тяжёлого бомбардировщика дальнего действия Пе-8, где штурманом был майор Романов, осуществил заброску разведгруппы в район Киева. Всего к концу марта 1942 года в качестве штурмана корабля С. М. Романов участвовал в 21 боевом ночном вылете.

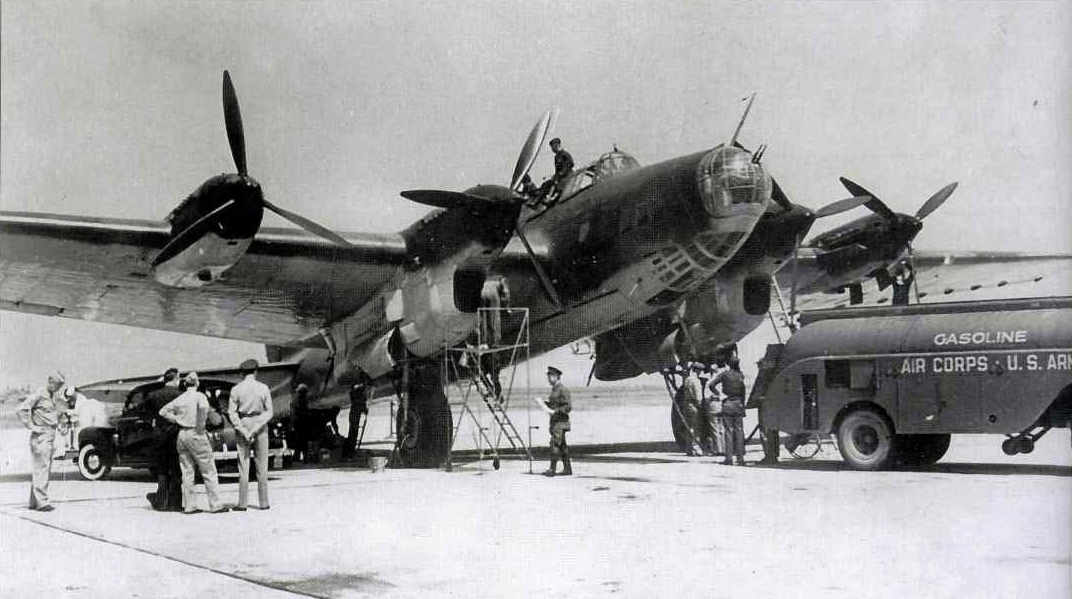
Тяжёлый бомбардировщик дальнего действия Пе–8, доставивший в Вашингтон советскую делегацию во главе с наркомом иностранных дел В. М. Молотовым в 1942 году.

В период с 19 мая по 13 июня 1942 года как один из лучших штурманов авиации дальнего действия Сергей Михайлович привлекался к выполнению специальных заданий командования по доставке дипломатических миссий Советского правительства, в том числе обеспечивал визит наркома иностранных дел В. М. Молотова в страны антигитлеровской коалиции.
Указом Президиума Верховного Совета СССР «О присвоении звания Героя Советского Союза начальствующему составу Военно-воздушных сил Красной Армии» от 20 июня 1942 года за «отвагу и геройство, проявленные при выполнении задания правительства по осуществлению дальнего ответственного перелёта» удостоен звания Героя Советского Союза с вручением ордена Ленина и медали «Золотая Звезда».
В начале августа 1942 года 746-й авиационный полк был передан в непосредственное подчинение командующему авиацией дальнего действия. В конце месяца Сергей Михайлович принял участие в налётах дальней авиации на Варшаву и Штеттин. Однако в сентябре 1942 года обстановка на фронте заставила командование использовать дальнюю авиацию в качестве фронтовых бомбардировщиков на Сталинградском направлении. 
В апреле 1943 года майор С. М. Романов участвовал в налёте советской дальней авиации на Кёнигсберг, в ходе которого на укрепления города были сброшены первые серийные авиабомбы ФАБ-5000. К маю 1943 года Сергей Михайлович был произведён в подполковники и назначен старшим штурманом 45-й авиационной дивизии дальнего действия, в состав которой незадолго до этого вошёл и 746-й авиаполк.
В должности старшего штурмана авиационной дивизии подполковник С. М. Романов добился хороших показателей в подготовке молодых штурманов, за что впоследствии был награждён орденом Александра Невского. Сергей Михайлович также участвовал в прорыве блокады Ленинграда и в специальных операциях командования на территории Финляндии и Венгрии.
В декабре 1944 года в связи с реформированием дальней авиации 45-я авиационная дивизия дальнего действия была преобразована в 45-ю тяжелую бомбардировочную авиационную дивизию, которая вошла в состав 18-й воздушной армии. В последние месяцы войны Сергей Михайлович участвовал в бомбардировках Кёнигсбергской и Берлинской группировок противника. Всего за годы войны С. М. Романов совершил 63 успешных ночных боевых вылета. Боевой путь он завершил в Восточной Пруссии в звании полковника.
Дальнейшая служба
После войны полковник С. М. Романов продолжал служить в авиации дальнего действия в должности старшего штурмана бомбардировочной авиадивизии, затем главного штурмана тяжелобомбардировочного авиакорпуса. В апреле 1947 года полковник С. М. Романов был назначен начальником отдела бомбометания штурманской службы Дальней авиации, а декабре стал заместителем главного штурмана Дальней авиации, которую занимал до декабря 1949 года (в период с июля 1948 года по март 1949 года исполнял обязанности главного штурмана Дальней авиации).
В апреле 1950 года Сергей Михайлович окончил Военную академию Генерального штаба, после чего занимал должности заместителя главного штурмана Дальней авиации (1950—1953) и начальника штурманской службы Штаба ВВС СССР (с мая по октябрь 1953 года).
В октябре 1953 года полковник Романов был направлен в заграничную командировку в Китайскую Народную Республику, где до августа 1956 года был военным советником по штурманской и бомбардировочной подготовке ВВС Китайской Народной Республики.
После возвращения в СССР с ноября по декабрь 1956 года был начальником учебной части военной кафедры Московского топографического политехникума, а в 1957—1959 годах преподавал на военной кафедре Московского лесотехнического института.
В отставке
В марте 1959 года уволился в запас и поселился в Москве. Сначала работал на одном из оборонных заводов, а с 1962 по 1985 год трудился старшим инженером и ведущим инженером в Государственном научно-исследовательском институте авиационных систем (до 1970 года — Институт теоретической кибернетики).
С 1985 года С. М. Романов на пенсии.
Умер 16 марта 1999 года. Похоронен в колумбарии Митинского кладбища столицы.

## Награды
- Медаль «Золотая Звезда» (20.06.1942);
- два ордена Ленина (20.06.1942; 20.04.1953);
- два ордена Красного Знамени (20.02.1942; 06.11.1947);
- орден Александра Невского (23.07.1945);
- два ордена Отечественной войны 1 степени (10.08.1943; 06.04.1985);
- два ордена Красной Звезды (03.11.1944; 31.07.1948);
- медали, в том числе:
  - медаль «За оборону Москвы» (1944);
  - медаль «За оборону Ленинграда» (1944);
  - медаль «За победу над Германией в Великой Отечественной войне 1941—1945 гг.» (16.08.1945).

## Память
Именем Романова названа улица в посёлке Нагорное городского округа Мытищи.

## Документы
- Общедоступный электронный банк документов «Подвиг Народа в Великой Отечественной войне 1941—1945 гг.» Дата обращения: 19 мая 2012. Архивировано из оригинала 13 марта 2012 года.

Представление к званию Героя Советского Союза. Дата обращения: 19 мая 2012. Архивировано 22 сентября 2012 года.
Орден Красного Знамени (наградной лист и приказ о награждении от 20.02.1942). Дата обращения: 19 мая 2012. Архивировано 22 сентября 2012 года.
Орден Отечественной войны 1-й степени (наградной лист и приказ о награждении от 10.08.1943). Дата обращения: 19 мая 2012. Архивировано 22 сентября 2012 года.
Орден Александра Невского (наградной лист и приказ о награждении). Дата обращения: 19 мая 2012. Архивировано 22 сентября 2012 года.